# Фаялит
Фаялит — минерал Fe2SiO4, богатый железом крайний член группы оливина (фаялит — форстерит). Название происходит от названия острова Фаял (Азорские острова), где он был впервые обнаружен (Х. Г. Гмелин, 1840).
Фаялит, как и оливин, распространён среди кислых и щелочных магматических пород, также часто встречается в богатых железом метаморфических породах.
Несмотря на относительно высокую твёрдость, в качестве поделочного камня не используется.
Растворяется в соляной кислоте с выпадением желеобразного кремнезёма.
Прочность на сжатие σсж — 196,1÷254,8 МПа.
Микротвёрдость 7,48 ГПа.
Линейный коэффициент термического расширения 102×10−7 1/°С (в температурном интервале 20÷800°С).